# Theatermuseum Hannover

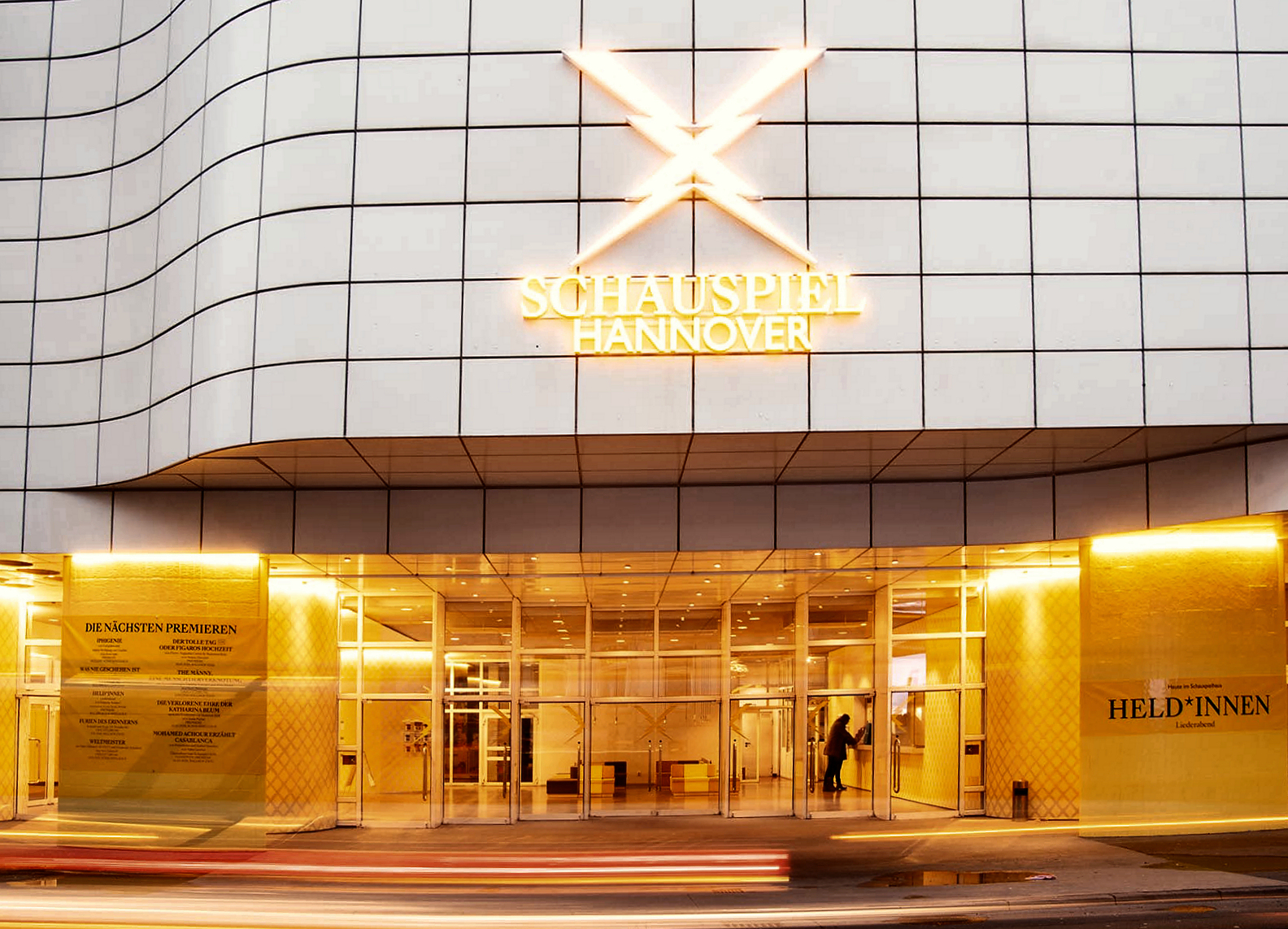
Das Theatermuseum befindet sich im Schauspielhaus

Das Theatermuseum Hannover bietet seinen Besuchern eine Dauerausstellung zur Theatergeschichte der niedersächsischen Landeshauptstadt. Standort ist die Prinzenstraße 9 in Hannover, der Zugang erfolgt durch die Eingangshalle des Schauspielhauses.

## Geschichte
Die Sammlung des zur Zeit der Weimarer Republik im Jahr 1927 gegründeten Theatermuseums war von Kurt Söhnlein angelegt worden. Im Folgejahr 1928 wurden die Exponate im Opernhaus untergebracht. Sie gingen während der Luftangriffe auf Hannover im Zweiten Weltkrieg weitgehend verloren.
In der Nachkriegszeit baute Kurt Söhnlich die Sammlung des Theatermuseums neu auf.
1988 richtete der Bühnenbildner Rudolf Schulz die Sammlung im Kröpcke-Center ein, die dort am 8. Mai des Jahres eröffnet wurde.
1993 öffnete das erweiterte Theatermuseum mit Zugang vom Schauspielhaus in der Prinzenstraße.
2008 beauftragte das Theatermuseum den Fotografen Dirk Meußling mit großformatigen Porträtaufnahmen bekannter Schriftsteller.
Im Juni 2025 wurde bekannt, dass das Theatermuseum offenbar nach 97 Jahren geschlossen worden ist. Die Geschäftsführung des Niedersächsischen Staatstheaters Hannover verzichtete darauf, diesen gravierenden Einschnitt in die hannoversche Museumslandschaft publik zu machen, und gab damit Anlass zu Spekulationen. Auf Nachfrage verwies die Verwaltungsdirektion des Staatstheaters auf die Entwicklung der Besuchernachfrage. Vertreter der Lokalpolitik stellten in diesem Zusammenhang die Besonderheit des Theatermuseums Hannover, das als einziges Museum seiner Art im deutschsprachigen Raum bekannt war, das sich in einem Theater befand, in Abrede. 

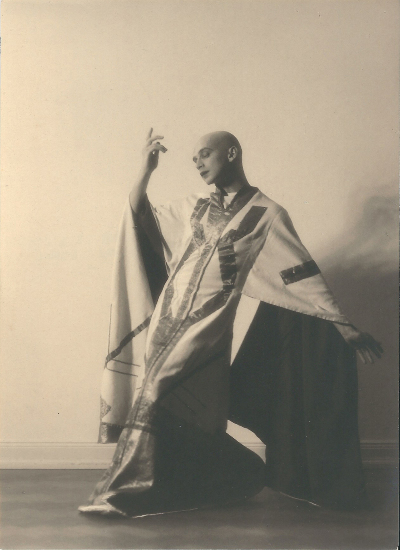
Harald Kreutzberg in einer Aufnahme des Porträtfotografen Will Burgdorf;
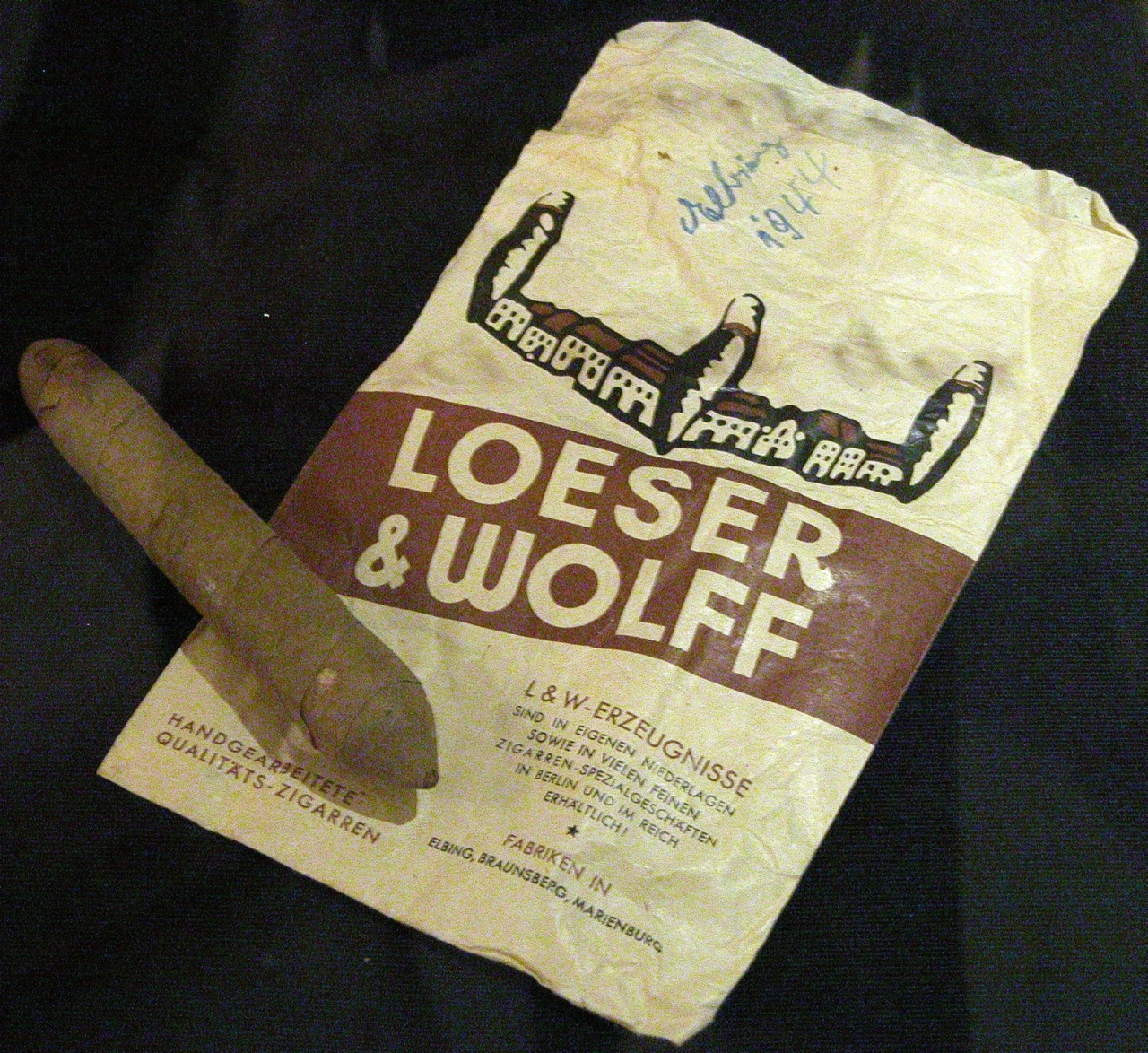
Papiertüte der Zigarren-Firma Loeser & Wolff mit Werbung und einer Zigarre sowie handschriftlichem Vermerk: „Elbing 1944“; Sonderausstellung Alles frei erfunden – Walter Kempowskis „Chronik“ im theatermuseum Hannover, 2009
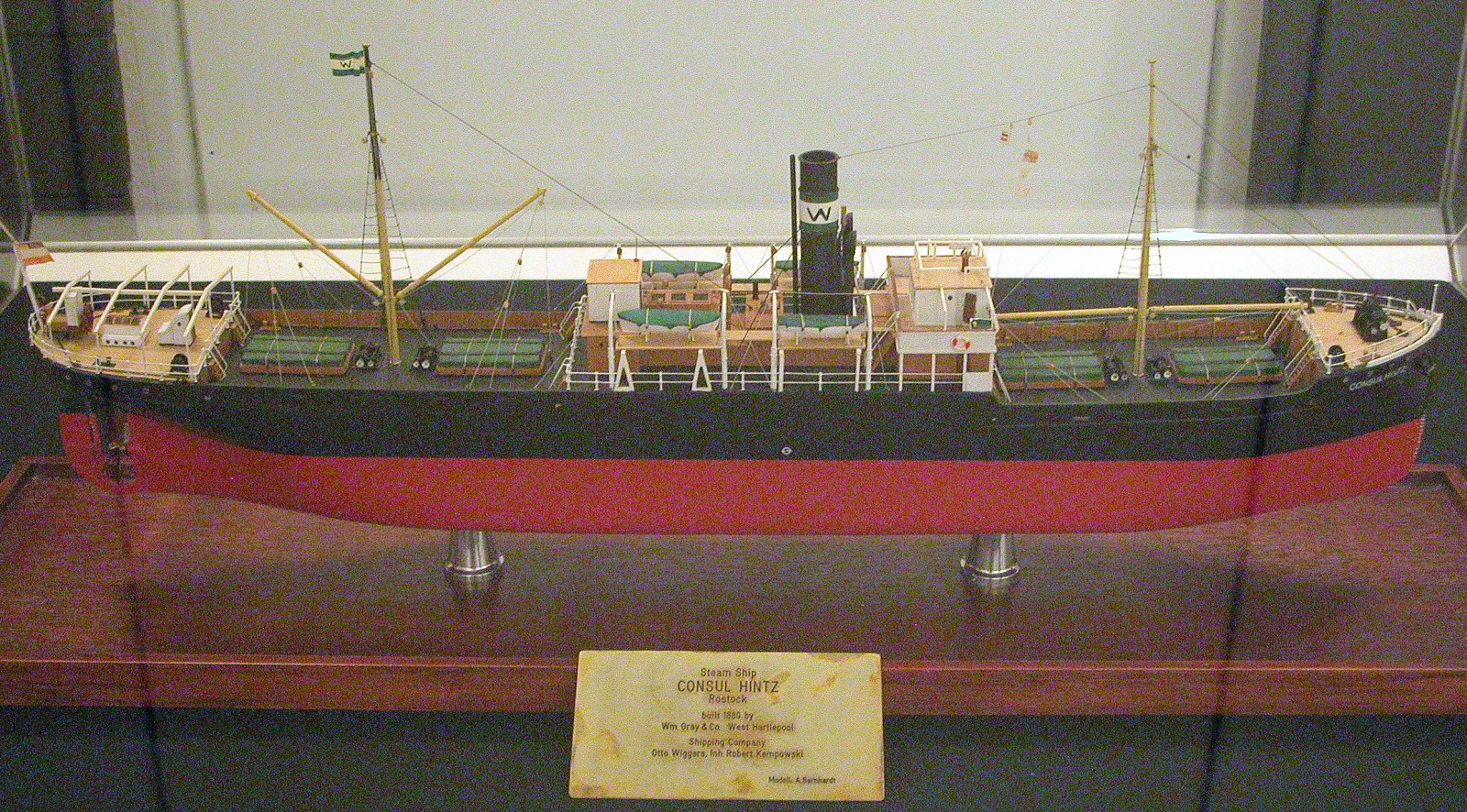
Modell des im Roman „Tadellöser & Wolff“ oft erwähnten Frachtschiffes „Consul Hintz“